# Jean-Dominique Senard
Jean-Dominique Senard (7 de março de 1953) é um executivo e empresário francês. Em maio de 2012, substituiu Michel Rollier como CEO da multinacional Michelin, após ingressar na empresa como CFO em 2005. Senard foi o primeiro CEO da Michelin não relacionado à família fundadora. Em janeiro de 2019, foi nomeado presidente da multinacional Renault.

## Biografia
Senard, filho de um diplomata, cresceu entre embaixadas ao redor do mundo. Frequentou a HEC Paris, onde completou a sua formação com um Mestrado em Direito.
Iniciou sua carreira em diversas empresas financeiras e chegou à petrolífera Total em 1979. Em 1987, Senard ingressou na gestão de tesouraria da Saint-Gobain. Em fevereiro de 1988, foi nomeado vice-diretor e diretor em 1991. Passou então à direção de materiais de construção do grupo Saint-Gobain, onde permaneceu até 1996, quando ingressou no grupo conglomerado de alumínio Pechiney como diretor financeiro e membro da sua comissão executiva. O período foi muito turbulento para a gigante do alumínio. Quando a mineradora Alcan lançou uma oferta pública de aquisição da Pechiney em 2003, Senard foi nomeado presidente, com um roteiro para concretizar a fusão. Como resultado da OPA, tornou-se membro do comitê de gestão da Alcan.
Em março de 2005, ingressou na Michelin como Diretor Financeiro e membro do Conselho Executivo. Após a morte acidental por afogamento do seu chefe, Édouard Michelin, em 2006, foi nomeado sócio-gerente do grupo em maio de 2007. Em novembro de 2014, Senard foi confirmado como gerente geral da empresa após reunião do conselho de administração. O seu mandato foi renovado por quatro anos e terminaria no primeiro semestre de 2019, no encerramento da assembleia geral de acionistas.

### Renault
No dia 24 de janeiro de 2019, o Conselho de Administração da Renault nomeou Senard como presidente da multinacional Renault, em substituição a Carlos Ghosn, preso no Japão por supostas irregularidades na Nissan. Paralelamente, a multinacional automóvel nomeou Thierry Bolloré como diretor-geral e chefe executivo das atividades diárias da Renault.